# Pat Mastelotto
Lee Patrick Mastelotto (født 10. september 1955 i Chico, Californien, USA) er en rocktrommeslager, der har arbejdet sammen med bl.a. King Crimson og XTC.
Pat Mastelotto begyndte at spille trommer som 10-årig. Da han var 16 år, spillede han i lokale populære grupper, og mens han gik i skole rejste han hver aften tre timer til Lake Tahoe for at spille. Siden starten af 1970'erne har Mastelotto arbejdet sammen med mange grupper og som studiemusiker, f.eks. for Mr. Mister, Scandal, Al Jarreau, Pointer Sisters, Patti LaBelle, Kenny Loggins, XTC, Hall & Oates, Cock Robin, The Rembrandts og David Sylvian.
I 1991 var Mastelotto medproducer på Peter Kingsberys første soloalbum. Siden 1994 har han været med i King Crimson. Han er fortsat gæst i andre projekter (f.eks. Jay Terriens solodebutalbum All the Dolls in the Same Place og Cock Robins fjerde album, der udkom i 2006). Han er også medlem af den progressive eksperimentalgruppe KTU sammen med King Crimson-medlemmet Trey Gunn.

## Diskografi
| År   | Projekt                                                   | Titel                                                        |
| ---- | --------------------------------------------------------- | ------------------------------------------------------------ |
| 1983 | Martin Briley                                             | One Night with a Stranger                                    |
| 1984 | Mr. Mister                                                | I Wear the Face                                              |
| 1985 | Mr. Mister                                                | Welcome to the Real World                                    |
| 1987 | Mr. Mister                                                | Go On...                                                     |
| 1989 | XTC                                                       | Oranges & Lemons                                             |
| 2010 | Mr. Mister                                                | Pull (Recorded 1989-1990)                                    |
| 1994 | King Crimson                                              | Vrooom                                                       |
| 1995 | King Crimson                                              | THRAK                                                        |
| 1995 | King Crimson                                              | B'Boom: Live in Argentina                                    |
| 1996 | King Crimson                                              | Thrakattak                                                   |
| 1998 | ProjeKct Four                                             | West Coast Live                                              |
| 1998 | ProjeKct Four                                             | Live in San Francisco/The Roar of P4                         |
| 1999 | ProjeKct Three                                            | Masque                                                       |
| 1999 | ProjeKct Three                                            | Live in Austin, TX                                           |
| 1999 | King Crimson                                              | The ProjeKcts                                                |
| 1999 | King Crimson                                              | The Deception of the Thrush: A Beginners' Guide to ProjeKcts |
| 2000 | Bozzio / Mastelotto                                       | Bozzio / Mastelotto                                          |
| 2000 | ProjeKct X                                                | Heaven and Earth                                             |
| 2000 | Mastica                                                   | 99                                                           |
| 2000 | King Crimson                                              | the ConstruKction of Light                                   |
| 2000 | King Crimson                                              | Heavy ConstruKction                                          |
| 2001 | King Crimson                                              | Level Five                                                   |
| 2001 | King Crimson                                              | Vrooom Vrooom                                                |
| 2001 | BPM&M                                                     | XtraKcts & ArtifaKcts                                        |
| 2002 | Rhythm Buddies (TU)                                       | Thunderbird Suite                                            |
| 2002 | Mastica                                                   | MasTicAttack                                                 |
| 2002 | California Guitar Trio with Tony Levin and Pat Mastelotto | CG3+2                                                        |
| 2002 | King Crimson                                              | Happy with What You Have to Be Happy With                    |
| 2003 | King Crimson                                              | The Power to Believe                                         |
| 2003 | King Crimson                                              | EleKtrik: Live in Japan                                      |
| 2003 | TU                                                        | TU                                                           |
| 2005 | TU                                                        | Official Bootleg                                             |
| 2005 | Tuner                                                     | TOTEM                                                        |
| 2005 | KTU                                                       | 8 Armed Monkey                                               |
| 2007 | Tuner                                                     | POLE                                                         |
| 2007 | M.P.TU                                                    | M.P.TU                                                       |
| 2008 | Tuner                                                     | MÜÜT                                                         |
| 2008 | Pat Mastelotto & Pamelia Kurstin                          | Tunisia                                                      |
| 2009 | Tuner                                                     | ZWAR                                                         |
| 2009 | KTU                                                       | Quiver                                                       |
| 2009 | Stick Men                                                 | Stick Men [A special edition]                                |
| 2010 | Stick Men                                                 | Soup                                                         |
| 2011 | TU                                                        | Live In Russia                                               |
| 2011 | Stick Men                                                 | Absalom EP                                                   |
| 2011 | Stick Men                                                 | Live In Montevideo 2011                                      |
| 2011 | Stick Men                                                 | Live In Buenos Aires 2011                                    |
| 2012 | Stick Men                                                 | Open                                                         |
| 2013 | Stick Men                                                 | Deep                                                         |
| 2013 | The Crimson Projekct                                      | Official Bootleg Live 2012                                   |
| 2014 | Stick Men                                                 | Power Play                                                   |
| 2014 | Stick Men                                                 | Unleashed: Live Improvs 2013                                 |
| 2014 | The Crimson Projekct                                      | Live In Tokyo                                                |
| 2014 | Pat Mastelotto, Tobias Ralph                              | ToPaRaMa                                                     |
| 2015 | KoMaRa                                                    | KoMaRa                                                       |
| 2015 | O.R.k                                                     | Inflamed Rides                                               |
| 2015 | King Crimson                                              | Live at the Orpheum                                          |
| 2015 | King Crimson                                              | Live EP 2014 (Vinyl Cyclops Picture Disc)                    |
| 2016 | King Crimson                                              | Live In Toronto                                              |
| 2016 | King Crimson                                              | Radical Action to Unseat the Hold of Monkey Mind             |
| 2016 | Stick Men feat. David Cross                               | Midori: Live In Tokyo                                        |
| 2016 | Stick Men                                                 | Prog Noir                                                    |
| 2017 | O.R.k                                                     | Soul of an Octopus                                           |
| 2017 | King Crimson                                              | Heroes - Live In Europe, 2016                                |
| 2017 | Tuner                                                     | FACE                                                         |
| 2017 | King Crimson                                              | Live in Chicago                                              |
| 2017 | Stick Men feat. Mel Collins                               | Roppongi - Live In Tokyo 2017                                |
| 2019 | O.R.k.                                                    | Ramagehead                                                   |
| 2020 | David Cross and Peter Banks                               | Crossover                                                    |
| 2021 | The Mastelottos                                           | A Romantic's Guide to King Crimson                           |
| 2021 | Frost*                                                    | Day And Age                                                  |